# 舩後靖彦
舩後 靖彦（ふなご やすひこ、1957年〈昭和32年〉10月4日 - ）は、日本の政治家。れいわ新選組所属の元参議院議員（1期）。同党副代表兼両院総会長兼参議院会長を務めた。
全身麻痺で人工呼吸器装着の筋萎縮性側索硬化症 (ALS) 患者。「全身麻痺ギタリスト」を名乗る。

## 概説
岐阜県岐阜市生まれ。10歳の頃より千葉県千葉市に移り住み、千葉県立千葉南高等学校を経て、拓殖大学政経学部卒業。
大学卒業後はプロミュージシャンを目指すも断念し、1982年、酒田時計貿易株式会社に入社。28歳のときに結婚。
1999年夏（41歳）突然、箸・歯ブラシ・ペンがうまく握れなくなる。2000年5月、筋萎縮性側索硬化症 (ALS) の告知を受ける。麻痺は全身に及び2002年に人工呼吸器・胃瘻を装着。2008年、最後まで働いていた右手中指も麻痺。
人工呼吸器の装着が必要となったときには人生に絶望し、装着せずに死を選ぶことも考えたが、ピアサポートに生き甲斐を見出し、その後は、創作活動、講演活動を行う。湘南工科大学非常勤助手を経てテクニカルアドバイザー。上智大学非常勤講師・帝京科学大学非常勤講師・立正大学人文学研究所客員研究員などとしても活動。また、看護、介護サービス事業会社「株式会社アース」取締役副社長、サービス付高齢者向け住宅「サボテン六高台」名誉施設長として経営監視も担った。現在「株式会社アース」と「社会福祉法人気づき（アース系列）」の顧問。文字盤への視線動作を介助者に読み取ってもらったり、センサーを歯で噛むことでパソコンを操作し、対話や意思表示をする。
2014年11月16日執行の松戸市議会議員一般選挙に無所属で立候補するも落選。
2019年7月21日執行の第25回参議院議員通常選挙において、山本太郎が代表を務めるれいわ新選組から比例区特定枠1位として第25回参議院議員通常選挙に立候補。れいわ新選組は比例区で2議席を獲得し、舩後は初当選を果たした。ALS発症の公表後に立候補して国政選挙に当選した人物は舩後が世界初とみられる。
当選5日後の7月26日、重度障害者に対する重度訪問介護サービスを経済活動中も受けられるよう、同時期に当選した木村英子（頸椎損傷などにより重度の身体障害を持つ）と共に参議院事務局によるヒアリングの場で要望。また8月11日、議員活動にあたり円滑な意思表明を行うべく、将来的な「分身ロボット」の活用を要望した。
舩後、木村に加え、同様に常時車椅子の使用が必要とする横澤高徳が議員に当選したことに伴い、議場内のバリアフリー化が遅れていた参議院でも対策が図られ、登壇の際のスロープの設置のほか、特に重度の身体障がいを持つ舩後と木村に関しては円滑な議員活動を行うために、議院運営委員会での申し合わせ事項により「議員活動を補佐するため、介助者の議場への帯同について議長に申請の上で許可」され「介助者が議員活動を補佐する活動の詳細内容」「意思疎通のためのノートパソコン等の電子機器の使用」「医療上の必要性から（参議院規則第209条を除外し）帽子、外套、襟巻等の着用を許可し、上着、ネクタイの着用も求めない」ことなど慣例に沿わない形での配慮が行われた。この内容に関しては参議院先例録に収録されている。
参議院議員として、文教科学委員会、北朝鮮による拉致問題等に関する特別委員会に所属（令和2年5月10日現在）。
2020年8月22日の党総会において、木村と共にれいわ新選組の副代表に就任（任期は令和4年8月まで）。
2025年6月17日の記者会見において、同年7月に執行される次期参議院選挙には、年齢的、体力面の考慮と次世代に託したいという思いにより、立候補しない意向を表明した。

## 人物
趣味はギターで、千葉で「舩後ファミリーライブ」というライブイベントを主催している。若い頃はプロを目指したこともあると言う腕前だったという。ALS発症後は作詞のみ行っていたが、湘南工科大学助手時代の2010年に学生らとともに全身麻痺の人でもギターを弾けるシステムを制作。担当教授が「全身麻痺でも弾けるギター」と名付ける。2010年に全身麻痺ギタリストとしてステージに上がった。
2017年6月に「Go! Your own way -自分の道を行け-」というタイトルのCDを、高校の同級生中心に製作。うち一曲のみだが「全身麻痺でも弾けるギター」を、前奏とエンディングで弾く。後、その時のメンバーとバンドを結成し、ライブ活動をする。
安倍晋三とは安倍が自民党幹事長在任中の2003年以降親交があり、メールなどで連絡を取り合っていた。自民党が野党だった2012年には難病患者支援について一緒に厚生労働省に陳情を行った。また、2013年9月21日の「ふなごやすひこ後援会 発足記念 講演会」では安倍からのビデオメッセージが送られている。舩後は自身の当選後のインタビューで安倍政権について、消費税増税については否定的な見解を述べた上で、「上司にアカと言われた岸信介の孫である安倍総理が“改革”などの左傾化した言葉をあえて使っていることは勇気のあることであり、その根底には安倍政権が野党に対して柔軟な態度で接するという思いがあるような気がします。もしそうならその点については評価致します。」と語っている。舩後は安倍を「優しい人」と評価している。
喉に人工呼吸器のチューブを差し込んでいるので声を出すことができない。そのため、国会での質問はパソコンを用いて電子音声の読み上げで行っている。

## 政策・主張

### 憲法・安全保障
- 憲法改正について、2019年のアンケートで「どちらとも言えない」と回答[23]。
- 「他国からの攻撃が予想される場合には先制攻撃もためらうべきではない」との問題提起に対し、2019年のアンケートで「反対」と回答[23]。
- 「北朝鮮に対しては対話よりも圧力を優先すべきだ」との問題提起に対し、2019年のアンケートで「反対」と回答[23]。

### 障害者政策
- 障害者権利条約の完全実施を訴える[24]。
- 障害者基本法、障害者差別解消法、障害者虐待防止法の改正を訴える[24]。
- 障害者総合支援法においては、成年後見制度の代行決定ではなく、支援付き意思決定にする改正を主張[24]。
- 施設においてネグレクトを受けた経験から、日本国憲法第14条、25条に規定される施策を充実させたいと述べ、自民党改憲案における国家緊急権の創設等については「社会的弱者の排除につながりかねない」と懸念を示す。国民生活を底上げするという意味で、政権選択選挙においてはれいわ新選組の経済政策である、消費税廃止・減税を野党統一公約に入れ込むべきと主張[25]。

### その他
- 選択的夫婦別姓制度の導入について、2019年のアンケートで「賛成」と回答[23]。
- 同性婚を可能とする法改正について、2019年のアンケートで「賛成」と回答[23]。
- 「治安維持のためプライバシーや個人の権利の制約は当然だ」との問題提起に対し、2019年のアンケートで「反対」と回答[23]。
- アベノミクスについて、2019年のアンケートで「どちらかと言えば評価しない」と回答[23]。
- 消費税率を10％より高くすることについて、2019年のアンケートで「反対」と回答[23]。
- 尊厳死法制化に反対[24]。

## 議員連盟
- 共生社会の実現に向けた認知症施策推進議員連盟（発起人）
- 生殖補助医療のあり方を考える議員連盟（呼びかけ人／監事）[26]
- 空襲被害者等の補償問題について立法措置による解決を考える議員連盟[27]
- 消費税減税研究会
- 「人権外交」を推進する議員連盟
- 人権外交を超党派で考える議員連盟[28]
- 過労死等防止について考える議員連盟
- チャイルドライン支援議員連盟
- 夜間中学議員教育拡充議員連盟
- 超党派 永田町 子ども未来会議
- 超党派 ママパパ 議員連盟[29]
- 障害者の安定雇用・安心就労の促進をめざす議員連盟／インクルーシブ雇用議連[30]
- 障がい者の自立のための所得向上をめざす議員連盟
- 障害児者の情報コミュニケーション推進ぬ関する議員連盟
- 政治分野における女性の参画と活躍を推進する議員連盟
- アイヌ政策を推進する議員の会
- 国連障害者の権利条約批准推進議員連盟
- WHO(世界保険機関)議員連盟

※他、全部で25議連に参加している。 

## 親類
曾祖父 舩後善松と大伯母キクノの夫 木戸政吉は、奈良県添上郡柳生村（現在の奈良市邑地町）の村長を務める。
また従伯父 舩後正道は、環境事務次官・中小企業金融公庫総裁を歴任。その妻幸は、第27代内閣総理大臣、浜口雄幸の孫。

## 著書

### 書籍
- 生きる力―神経難病ALS患者たちからのメッセージ（2006/11/28、岩波書店、ISBN 978-4000093897 ） 編：「生きる力」編集委員会（共著）
  - “アロパジャ”　僕と同じ身体障害者への応援歌　舩後靖彦[31]
  - ALSの患者達が，日本で初めて体験記を募集して編集した本。心に響き元気をもらえる珠玉のエッセイ集。
- しあわせの王様―全身麻痺のALSを生きる舩後靖彦の挑戦（2008/8/5、小学館、ISBN 978-4093877206）寮美千子との共著
  - 増補新装版（2016/6/27、ロクリン社、ISBN 978-4907542276）寮美千子との共著
  - 「治療法がない」「全身麻痺」「呼吸停止」「余命三年」過酷な宣告に絶望し、どん底に落ちた舩後は、同病の友を支える「ピアサポート」をきっかけに大きく立ち直る。
- 三つ子になった雲―難病とたたかった子どもの物語（2012/7/9、日本地域社会研究所、ISBN 978-4890221103）絵：金子礼
  - 異染性白質ジストロフィー(MLD)という難病に苦しみながら、治療法が開発されないまま亡くなった少女とその家族をモデルに、似たような筋萎縮性側索硬化症(ALS)という不治の病とたたかう筆者が口でパソコンを操作して書いた物語。
- 死ぬ意味と生きる意味-難病の現場から見る終末医療と命のあり方(上智大学新書)（2013/10/7、ぎょうせい、ISBN 978-4324096772）編：浅見昇吾（共著）
  - 第一章　社会組織に於ける障害者論（序説）―その立場と実証―　舩後 靖彦
  - 難病や障がいを抱える当事者・関係者の話から、命の紡ぎ方について考える
- 「終活」を考えるー自分らしい生と死の探求 (上智大学新書) （2017/4/14、ぎょうせい、ISBN 978-4324102350）編：浅見昇吾（共著）
  - 第一章　終活、それは幸せで満足ある死を迎えるために行う／舩後 靖彦
  - 自分らしい終末を迎えるために、いま何ができ、どのように生きるか。様々な立場で「いのち」に向き合ってきた執筆陣が、幅広い視点から終活を考察する。
- #あなたを幸せにしたいんだ 山本太郎とれいわ新選組（2019/12/13、ISBN 978-4087808940）集英社 著：山本太郎（一部掲載）
  - 舩後靖彦 ベストスピーチ・インタビュー「全難病患者・障害者が幸せな社会は、みんなが生きやすい社会です」
  - 「今の日本が抱える課題の当事者」として参院選に立候補した“れいわメンバー”全員のベストスピーチとロングインタビューを収録。彼らの戦いはこれからが本番だ。この一冊で“れいわ旋風”のすべてがわかる!
- れいわ一揆 製作ノート（ 2020/8/31[32]、ISBN 978-4774407265）皓星社　著：原一男＋風狂映画舎（一部掲載）
  - れいわ新選組　オリジナルメンバーインタビュー（ふなごやすひこ）
- 全身マヒのALS議員 車いすで国会へ（2021/1/14、子どもの未来社、ISBN 978-4864121859）加藤悦子、堀切リエとの共著
  - 全身マヒの舩後靖彦さんはなぜ国会議員をめざしたのでしょう。その生い立ちや出会った人々との交流、日々の暮らし、議員活動などを写真で追い、誰もが安心して生き生きと暮らせる社会をつくるにはどうしたらよいかを考えます。

### 雑誌
- まるごと山本太郎 れいわ新選組 (週刊金曜日 2019年11/28臨時増刊号)（2019/11/28、ASIN B07Z75PQ8K）[33]週刊金曜日
  - 木村英子、舩後靖彦両参議院議員が初登院　メディアの心のバリアフリーが必要だ　薄井崇友
  - 舩後靖彦参議院議員 当選の舞台裏 人間の可能性に限界がないことを示す議員の誕生　雨宮処凛

### 専門誌
- 難病と在宅ケア「特集 難病地域支援の実状」（2004/1）
  - 生き甲斐を体現する : 病院・施設の役割についての「患者の体感的一考察」舩後 靖彦[34]
- 難病と在宅ケア（2012/12）
  - 患者の声 最悪から最高に至るまで経験をした : 逆転の真 舩後 靖彦[35]
- 難病と在宅ケア「特集 人工呼吸器使用者の安全な入浴のために」（2012/12）
  - お風呂での<ふー>についての一考察 舩後 靖彦
- 立正大学人文科学研究所年報 別冊「メディア情報空間を活用した体験授業プログラムの研究」（2014）
  - 難病を生きる 共鳴しあう創発的な社会へ : 他者が期待する、私という障害者の社会的役割 舩後 靖彦[36]
  - 難病を生きる 繋がりによる生の豊穣 : 線維筋痛症の画家は何のエクリチュールを選択し生きているのか 舩後 靖彦[37]
  - 難病を生きる 主治医 : I医師と私の11年 舩後 靖彦[38]

### コラム執筆
- シルバー新報：タイトル／フナgoスタイル～ALS副社長の業務日誌　25回連載（2015年10月～2019年7月）
- 日経新聞社：シリーズタイトル／患者の目　4回連載（2015年7月）
- 時事通信社：タイトル／ALSそろり社会参加　11回連載（2014年7月～9月）

## メディア出演

### テレビ
- ALSと闘いながら…「みんなを笑顔に」難病患者と看護師（2014年4月17日、TOKYO MX)[39]
  - ALSと闘いながら…「みんなを笑顔に」難病患者と看護師（動画）TOKYO MX
  - ALSを発症しながらも講演や絵本の創作など精力的に活動している男性と看護師を取材しました。

### ラジオ
- 「荻上チキ・Session-22」 特集「重度障害者の「れいわ新選組」・木村英子議員、舩後靖彦議員に聞く」（2019年8月14日（水）22時～放送、TBSラジオ）[40]
  - Web掲載記事（【インタビュー全文字起こし＆音声配信】特集「重度障害者の「れいわ新選組」・木村英子議員、舩後靖彦議員に聞く」▼2019年8月14日（水）放送分）

## Web記事
- Forbes JAPAN 連載「#分断に思う」
  - VOL.9 死刑判決のやまゆり園事件。ALS患者の舩後議員が施設での「虐待経験」を告白（2020/3/16）
  - VOL.10 年間6億円のトップセールスマンから「障害者」に。舩後議員が語る、幸せの掴み方（2020/3/16）
- 「殺されたのは私だったかも」という政治家。植松聖被告の”死刑判決”の意味（BuzzFeed、2020/3/16）
  - 「津久井やまゆり園」事件で3月16日、植松被告に死刑の判決を受け、重度の身体障害がある参院議員2人（ともにれいわ新選組）が、コメントを出した。
- 私が「内なる優生思想」を脱した転機　ALSの舩後議員（朝日新聞、2020/9/10）
  - 約20年前にALSを発症した後は「死にたい」と思い続けていたそうです。「生きよう」と思えた転機は、何だったのでしょうか。

## 選挙歴
| 当落 | 選挙                     | 執行日         | 年齢 | 選挙区       | 政党         | 得票数 | 得票率 | 定数 | 得票順位 /候補者数 | 政党内比例順位 /政党当選者数 |
| ---- | ------------------------ | -------------- | ---- | ------------ | ------------ | ------ | ------ | ---- | ------------------ | ---------------------------- |
| 落   | 2014年松戸市議会議員選挙 | 2014年11月16日 | 57   | ーー         | 無所属       | 828票  | 1.17%  | 44   | 54/60              | /                            |
| 当   | 第25回参議院議員通常選挙 | 2019年07月21日 | 61   | 参議院比例区 | れいわ新選組 | 4165票 | 0.18%  | 50   | 1/9                | 1/2                          |